# Basilica di San Giuliano
La basilica di San Giuliano sorge nel territorio di Gozzano, sulla sommità del colle posto all'estremità orientale del centro abitato, all'interno del recinto dell'antico castello di Gozzano (castrum Gaudiani).

## Storia

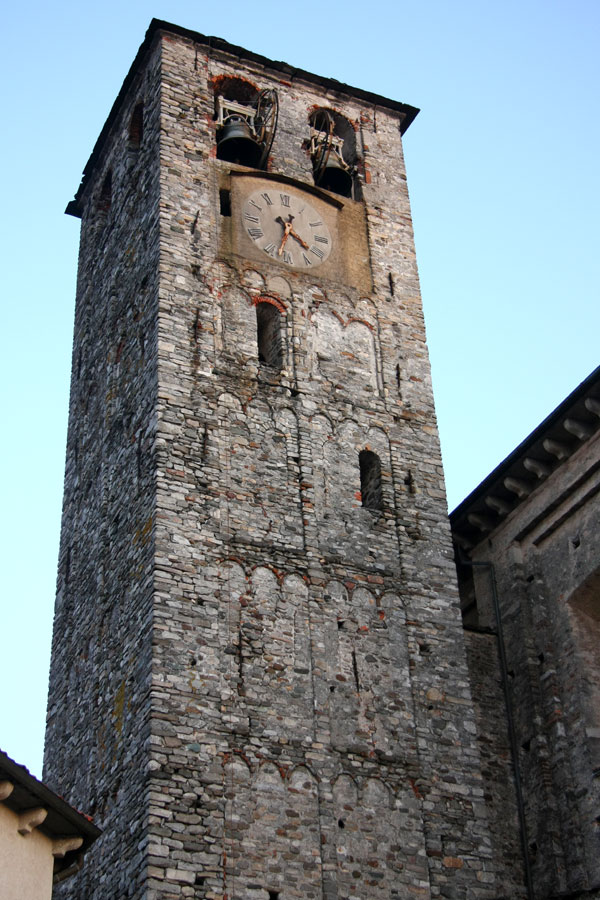
Il campanile della chiesa

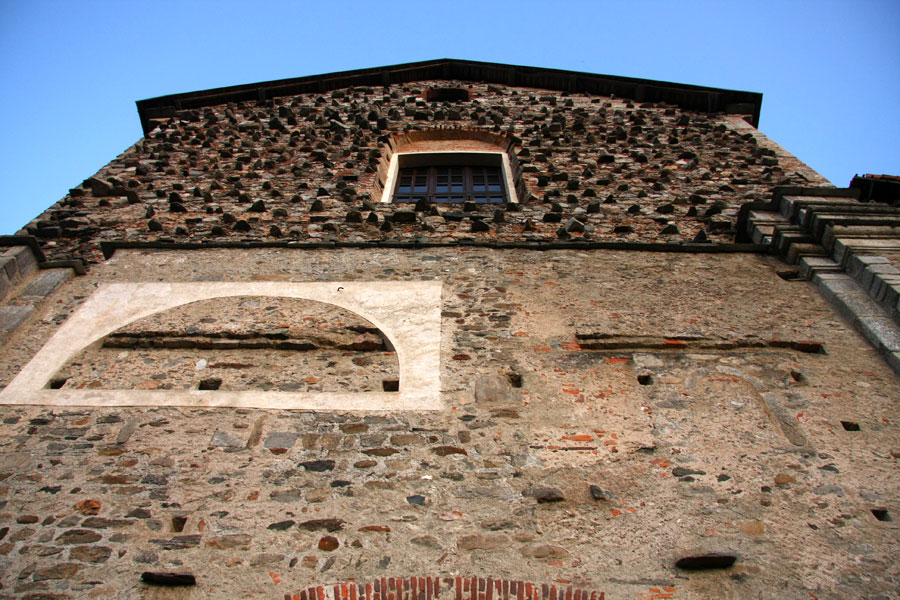
Facciata della chiesa

La basilica fu costruita sul colle che sovrasta il paese alla fine del IX secolo per ospitare il corpo di san Giuliano, fino ad allora sepolto all'interno dell'antica chiesa matrice, che sorgeva a sud-est del centro abitato, nel luogo dove ora si trova la chiesa di San Lorenzo. Della prima chiesa dedicata al santo non esistono ai nostri giorni tracce architettoniche, ad eccezione di due capitelli inglobati nella muratura della chiesa attuale. L'edificio, al quale nell'XI secolo fu affiancata l'imponente torre campanaria ancora esistente, fu completamente ricostruito nel XII secolo, in forme molto simili a quelle della Basilica di San Giulio e ispirate alla struttura dell'antico Duomo di Novara. Della basilica romanica sono ancora visibili in parte le due torri scalarie che cingevano la facciata e i pilastrini a base ottagonale che sostenevano il cosiddetto portico dei canonici, disposto lungo il fianco orientale dell'edificio. L'attuale costruzione risale ai primi decenni del XVIII secolo: all'interno spiccano due grandi tele (anche note come teleri) con scene della vita di san Giuliano, opera di Giovan Battista Ronchelli, e la cappella della Madonna del Rosario, con affreschi di Lorenzo Peracino.

## Struttura architettonica
L'edificio si presenta ad aula unica con cappelle laterali e ampia abside semicircolare, sul modello, ispirato dalla precettistica della controriforma, della chiesa di San Fedele a Milano. Nell'area sotto il presbiterio è collocata la cripta o scurolo dove è conservato il corpo di san Giuliano.

## Bibliografia

Carte del capitolo di Gozzano, 1916